# Arsen Dedić
Arsenije (Arsen) Dedić, född 28 juli 1938 i Šibenik, död 17 augusti 2015 i Zagreb, var en kroatisk sångare, låtskrivare och poet. Han åtnjuter stor popularitet i hela det forna Jugoslavien. 
Han var gift med sångerskan Gabi Novak som han har skrivit låtar till och spelat in album ihop med. Tillsammans fick de sonen Matija Dedić, som är jazzmusiker. Han skrev även musik till flera tv-program, filmer och teaterpjäser.

## Biografi
Arsen Dedić växte upp i den dalmatiska kuststaden Šibenik. Vid samma tid och på samma gata som Dedić bodde även Vice Vukov och Mišo Kovač. Dedić var etnisk serb och kom från en fattig serbisk-ortodox familj. Fadern var murare, brandman och musiker och modern var hemmafru. Redan som barn fick Dedić spela i den orkester som hans far var medlem av. Han gick även på den lokala musikskolan. Hans bror, Milutin Dedić, flyttade till Belgrad och blev en känd konstnär och konsthistoriker. Efter studentexamen flyttade Arsen Dedić till Zagreb 1957 för att studera juridik på universitetet, men bytte bana 1959 till musikstudier vid Muzička akademija (Musikakademien), varifrån han tog examen 1964. Förutom sång spelade han även flöjt och var med i flera olika orkestrar och ensembler, bland annat Zagrebački vokalni kvartet, Prima och Melos. Vid sidan om musiken skrev han även dikter som han fick publicerade i tidskrifter som Književne novine, Polet, Prisutnost och Književnik. Det dröjde dock till 1971, framför allt på grund av framgångarna inom musiken, innan hans första diktsamling Brod u boci publicerades. Vissa av hans dikter förbjöds av den jugoslaviska kommunistiska regimen.
Dedić deltog i den jugoslaviska uttagningen till Eurovision Song Contest 1964 med bidraget Odluči se, men lyckades inte vinna.
Dedić var ledamot i Kroatiens kompositörsförbund (Hrvatsko društvo skladatelja) och Kroatiens författarsällskap (Hrvatsko društvo pisaca). Han tilldelades utmärkelsen Danica Hrvatska (Kroatiska morgonstjärnan) med en bild av Marko Marulić för sitt arbete inom kroatisk kultur och musik.

## Diskografi
- Čovjek kao ja (1969)
- Arsen 2 (1971)
- Homo Volans (double album) (1973)
- Vraćam se (1975)
- Porodično stablo (1976)
- Arsenal (1976)
- Otisak autora (1976)
- Pjesme sa šlagom (1976)
- Dedić-Golob (1977)
- Kuća pored mora (instrumentals) (1978)
- Rimska ploča (1980)
- Pjevam pjesnike (1980)
- Naručene pjesme (1980)
- Gabi i Arsen (1980)
- Carevo novo ruho (1981)
- Arsen pjeva djeci (1982)
- Provincija (1984)
- Kantautor (double album) (1985)
- Moje popevke (1986)
- Kino Sloboda (1987)
- Arsen & Bora Čorba Unplugged `87 (1987)
- Hrabri ljudi (Gabi i Arsen) (1988)
- Glazba za film i TV (1989)
- Svjedoci priče (1989)
- Najbolje od Arsena (1991)
- Tihi obrt (1993)
- Ko ovo more platit (1995)
- Ministarstvo (1997) / Ministarstvo straha (2000, 2005)
- Herbar (1999)
- Čovjek kao ja (1969/1999)
- Kino Sloboda (1987/2000)
- Kinoteka (2002)
- Homo volans (1973/2003)
- Imena žena (2003)
- Na zlu putu (2004)
- Ministarstvo Straha (2006)
- Rebus (2008)